# نووا وس ناد لوژنیتسی
نووا وس ناد لوژنیتسی (به چکی: Nová Ves nad Lužnicí) یک منطقهٔ مسکونی در جمهوری چک است که در ناحیه ییندریخوف هرادتس واقع شده‌است. نووا وس ناد لوژنیتسی ۲۳٫۷۹ کیلومتر مربع مساحت و ۳۳۹ نفر جمعیت دارد و ۴۷۴ متر بالاتر از سطح دریا واقع شده‌است.